# Khaleda Zia

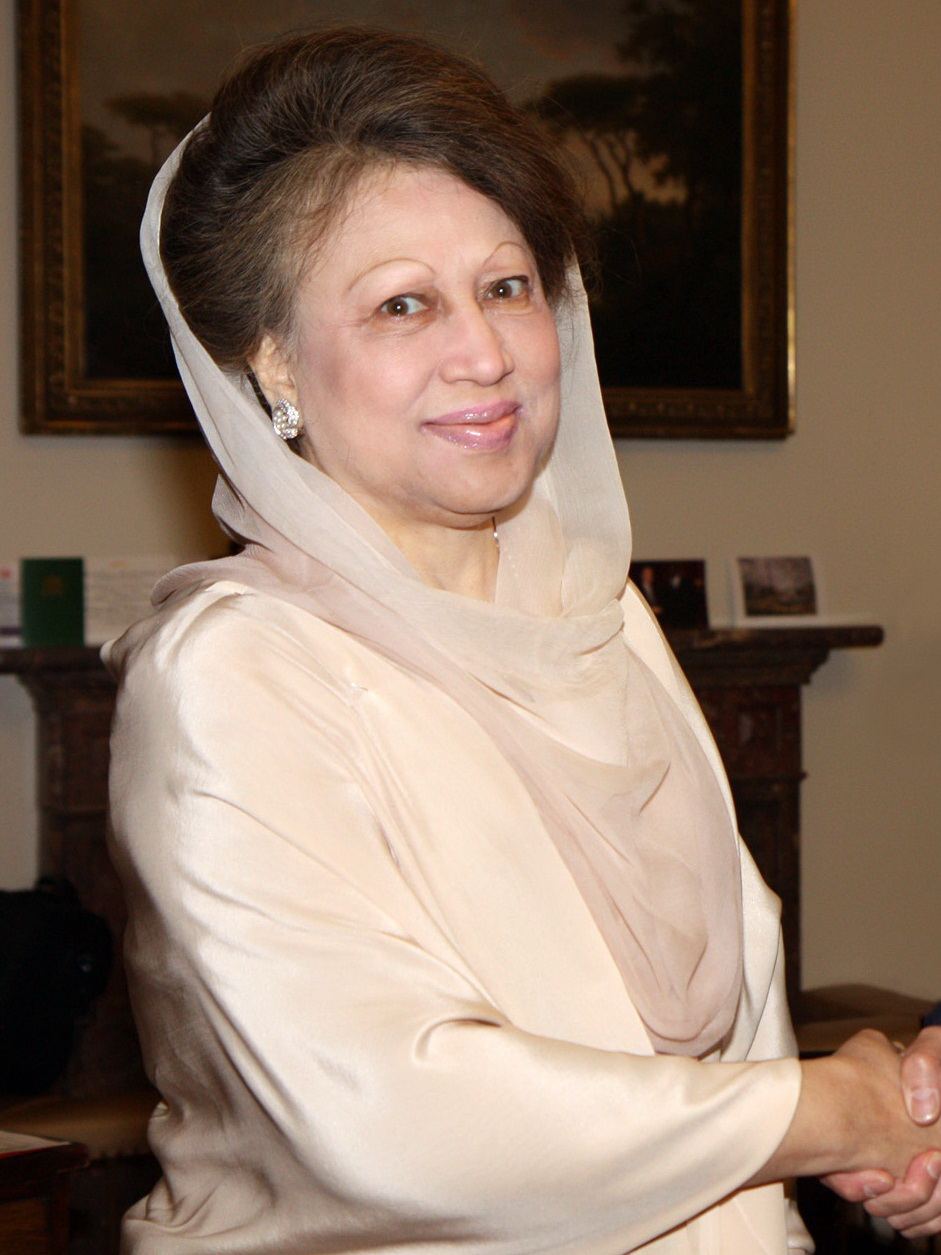
Khaleda Zia (2011)

Khaleda Zia (bengalisch: খালেদা জিয়া, Khāledā Jiẏā; * 15. August 1945 als Khaleda Khanam Putul in Dinajpur, Britisch-Indien) ist eine nationalkonservative bengalische Politikerin und Vorsitzende der Bangladesh Nationalist Party. Sie war von 1991 bis 1996 und von 2001 bis 2006 Premierministerin Bangladeschs.

## Politische Karriere
Ihr Ehemann, der damalige Präsident Ziaur Rahman, wurde 1981 bei einem fehlgeschlagenen Militärputsch ermordet. Danach wurde sie selbst politisch aktiv und bekämpfte zunächst die autoritäre Regierung Hussain Muhammad Ershads. Wegen eines Wahlboykottaufrufs wurde sie 1986 unter Hausarrest gestellt. Zusammen mit der Vorsitzenden der Awami-Liga, Scheich Hasina Wajed, führte sie eine Koalition der Oppositionsgruppen an, welche den Sturz Ershads bewirkte und somit den Weg für die demokratische Wahl im Jahr 1991 bereitete.
Als erste Frau im Amt des Premierministers regierte sie in den Jahren 1991 bis 1996, wurde aber nach Ablauf dieser Amtszeit von ihrer politischen Rivalin Scheich Hasina als Premierministerin abgelöst. Seit dem 8. Oktober 2001 regierte sie bis zum Regierungswechsel zusammen mit zwei islamistischen Koalitionspartnern, wofür sie von liberalen Kräften im Land heftig kritisiert wurde. Zwar berichteten internationale Beobachter von einer massiven Einschränkung der Pressefreiheit in Bangladesch, Khaleda Zia erklärte jedoch 2004, in Bangladesch gebe es vollkommene Pressefreiheit. Am 27. Oktober 2006 endete ihre Amtszeit.
Khaleda Zia verbindet eine erbitterte Rivalität mit Hasina Wajed, mit der sie sich im Amt abwechselte. Ende Dezember 2008 verlor Zia die Parlamentswahl mit ihrer Bangladesh Nationalist Party (BNP) gegen Wajed und deren Mitte-links-Partei Awami-Liga, die mehr als drei Viertel der zu vergebenen 300 Sitze gewann. Vor der Parlamentswahl 2014 kam es zum Streit und die BNP unter Zia warf der regierenden Awami-Liga unter Scheich Hasina vor, die Wahl manipulieren zu wollen. Infolgedessen boykottierte die BNP zusammen mit den mit ihr verbündeten Parteien die Parlamentswahl 2014 und ist seitdem nicht mehr im Parlament vertreten. Nach der Wahl rief Zia zu Streiks und öffentlichen Protestaktionen auf, um baldige Neuwahlen zu erzwingen.

## Verurteilung
Im Februar 2018 wurde Zia von einem Gericht in Dhaka zu einer Haftstrafe von fünf Jahren wegen Korruption verurteilt. Sie wurde für schuldig befunden 21 Millionen Taka (ungefähr 203.000 Euro) unterschlagen zu haben. Das Geld waren ausländische Spenden für den Zia Orphanage Trust, eine Wohltätigkeitseinrichtung für Waisenkinder, die nach ihrem Ehemann benannt wurde. Zia wurde sofort nach der Verkündung des Urteils in ein Gefängnis in Dhaka gebracht. Ihr Verteidiger nannte das Urteil politisch motiviert und erklärte ein höheres Gericht werde die Strafe nicht aufrechterhalten. Der Generalsekretär der BNP Fakhrul Islam Alamgir sagte, man werde das Urteil nicht akzeptieren. In Vorbereitung auf die Urteilsverkündung ließen die Behörden nach Angaben der BNP 3500 Funktionäre und Unterstützer der Partei verhaften. Die Urteilsverkündung war von strengen Sicherheitsmaßnahmen und gewaltsamen Auseinandersetzungen in Dhaka begleitet. Es gab mindestens fünf verletzte Polizisten im Zusammenhang mit den Protesten gegen das Urteil.
Zusammen mit Zia wurden ihr Sohn Tarique Rahman – Vizepräsident der BNP – in Abwesenheit sowie vier weitere Angeklagte zu 10 Jahren Haft verurteilt. Gegen Zia waren zahlreiche weitere Verfahren wegen Korruption und in Zusammenhang mit Gewalttaten ihrer Anhänger anhängig.
Am 26. März 2020 wurde ihre Haft in Hausarrest umgewandelt, dieser endete nach der Flucht der Premierministerin Hasina Wajed am 5. August 2024. Der Staatspräsident Mohammed Shahabuddin hob ihren Hausarrest auf. Ihre Partei BNP forderte die Einstellung der Anklage gegen Khaleda Zia, während sich wichtige Führungskräfte der Partei wie ihr Sohn Tarique Rahman auf ihre Rückkehr nach Bangladesh vorbereiten.